# Giải bóng đá hạng nhất quốc gia Bỉ 1913–14
Đây là thống kê của Giải bóng đá hạng nhất quốc gia Bỉ mùa giải 1913-14.

## Tổng quan
Giải có sự tham gia của 12 đội, và Daring Club giành chức vô địch.

Vì các đội bằng điểm nhau ở vị trí thứ 10 và 11, A.A. La Gantoise và Standard Club Liégeois đá Trận đấu kiểm tra để quyết định đội nào ở lại, và đó là La Gantoise, Liégeois phải xuống chơi ở Promotion Division.

## Bảng xếp hạng
| Vị thứ | Đội bóng                  | St | T  | H | B  | BT | BB | Đ  | HS  | Ghi chú                        |
| ------ | ------------------------- | -- | -- | - | -- | -- | -- | -- | --- | ------------------------------ |
| 1      | Daring Club               | 22 | 16 | 4 | 2  | 69 | 16 | 36 | +53 |                                |
| 2      | Union Saint-Gilloise      | 22 | 15 | 3 | 4  | 60 | 28 | 33 | +32 |                                |
| 3      | C.S. Brugeois             | 22 | 13 | 4 | 5  | 48 | 27 | 30 | +21 |                                |
| 4      | F.C. Brugeois             | 22 | 13 | 1 | 8  | 42 | 31 | 27 | +11 |                                |
| 5      | Racing Club de Bruxelles  | 22 | 11 | 3 | 8  | 46 | 32 | 25 | +14 |                                |
| 6      | C.S. Verviétois           | 22 | 9  | 3 | 10 | 38 | 39 | 21 | -1  |                                |
| 7      | Beerschot                 | 22 | 8  | 3 | 11 | 34 | 42 | 19 | -8  |                                |
| 8      | R.C. BBntois              | 22 | 8  | 3 | 11 | 31 | 44 | 19 | -13 |                                |
| 9      | Antwerp F.C.              | 22 | 7  | 3 | 12 | 37 | 54 | 17 | -17 |                                |
| 10     | A.A. La Gantoise          | 23 | 6  | 3 | 14 | 29 | 53 | 15 | -24 |                                |
| 11     | Standard Club Liégeois    | 23 | 6  | 1 | 16 | 29 | 53 | 13 | -24 | Xuống hạng Promotion Division. |
| 12     | Léopold Club de Bruxelles | 22 | 4  | 1 | 17 | 31 | 63 | 9  | -32 | Xuống hạng Promotion Division. |